# Distretto di Kendrapara
Il distretto di Kendrapara è un distretto dell'Orissa, in India, di 1 301 856 abitanti. Il suo capoluogo è Kendrapara.